# Анненкова, Ирина Юрьевна
Ири́на Ю́рьевна А́нненкова (22 февраля 1999, Сочи) — российская художественная гимнастка, чемпионка Юношеских Олимпийских игр 2014. Мастер спорта России международного класса.

## Спортивные достижения

### Юношеские достижения
Занимается гимнастикой с пяти лет. Воспитанница сочинской специализированной детско-юношеской школы олимпийского резерва № 2. Член юниорской сборной команды Российской Федерации.
В 2013 году на Российско-китайских молодёжных играх завоевала две золотых (многоборье, мяч) и три серебряных медали (булавы, лента, обруч). Также стала третьей на летней Спартакиаде учащихся России в упражнениях с булавами.
В 2014 году стала трёхкратной чемпионкой Европы среди юниоров (в команде, с лентой и с мячом). Чемпионка в личном первенстве по художественной гимнастике летних юношеских олимпийских игр 2014 года в Нанкине. В декабре 2015 года завоевала кубок России по художественной гимнастике. Личный тренер Каменева Ирина Сергеевна, хореографию ставит заслуженный тренер России Ирина Зеновка, а элементы балета — заслуженная артистка СССР Ольга Маркатанова. Так же работала с тренером сборной России — Антониной Ивановой (Ростов), Ириной Александровной Винер.

### Взрослые достижения
В сезоне 2015 года Анненкова дебютировала на взрослом международном уровне — произошло это в феврале на Гран-При «Москва».
В марте она приняла участие в своём втором взрослом международном турнире — проходившем 14—15 марта в Риге 6-м международном турнире Baltic Hoop. Там она заняла 2 место в многоборье, уступив только белоруске Мелитине Станюте.
В сезоне 2017 года  Ирина  выступала в Португалии на "Портимао" 2017 и закончила со следующими результатами: серебро (многоборье), золото (обруч, лента), серебро (мяч, булавы). Та же в 2017 году  Ирина Анненкова участвовала в "Кубке Барселоны" завоевав золото в обруче и мяче.
В 2018 году у спортсменки на Чемпионате  России  - бронза в обруче и мяче, золото в упражнениях с лентой.
- "Кубок Дерюгиной" 2018 - золото (многоборье), золото (обруч, лента), серебро (мяч).
- "Кубок Софии" 2018 - золото (многоборье), золото (обруч, мяч, лента), серебро (булавы).
- "Luxembourg Trophy" 2018 - бронза (многоборье).

Сезон 2019 года у Ирины Анненковой :
- Чемпионат России 2019 - серебро (команда Санкт-Петербурга).
- Кубок России 2019 - золото (многоборье).

В сезоне 2020 года Ирина выступала за сборную команду Санкт-Петербурга. На Чемпионате России завоевала - серебро в команде Санкт-Петербурга. И в отдельных видах бронза в упражнениях с мячом и серебро в упражнениях с булавами.
Сезон 2021 после отмены соревнований из-за коронавируса, Ирина выступала на чемпионате России и в нескольких международных турнирах показав следующие результаты:
- Чемпионат России 2021 - бронза (булавы), серебро (команда Санкт-Петербурга).
- Гран-при Москва 2021 - серебро (многоборье).
- "Tart Cup" 2021 - бронза (многоборье), серебро (булавы).
- "Montenegro Wild Beauty Cup" 2021 - золото (многоборье), золото (обруч, мяч, булавы, лента).